# 第53回ブルーリボン賞 (鉄道)

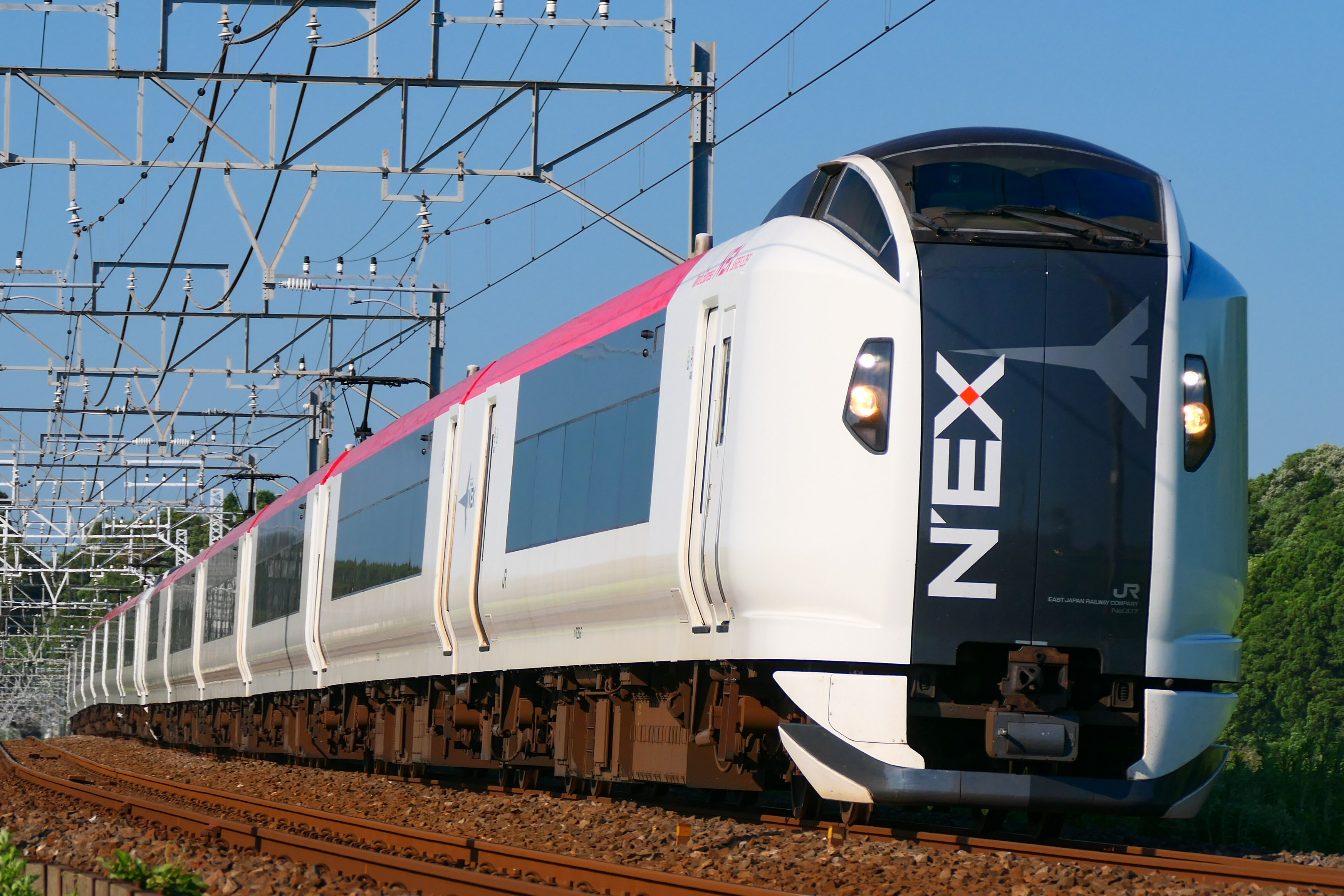
第53回ブルーリボン賞
東日本旅客鉄道E259系電車

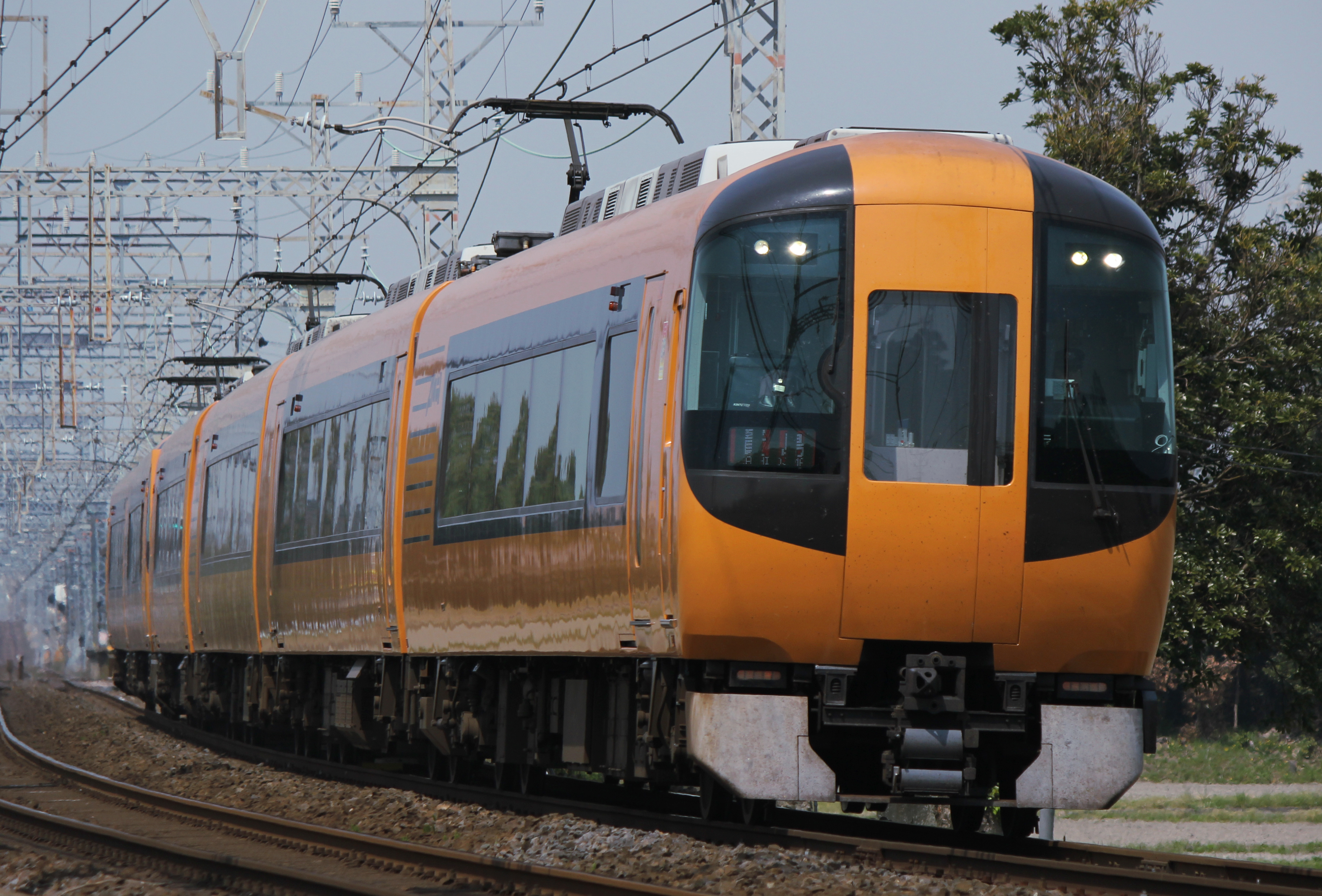
第50回ローレル賞
近畿日本鉄道22600系電車

第53回ブルーリボン賞（だい53かいブルーリボンしょう）は、2010年に鉄道友の会が選定したブルーリボン賞である。本項では、第50回ローレル賞（だい50かいローレルしょう）についても併せて記す。

## 概要
日本国内で使用する鉄道・軌道車両のうち、2009年1月1日から12月31日までの間に日本国内で営業運転に就いた新形式車両またはそれとみなせる車両で、候補車両決定の時点で現に営業をしていることを概ねの要件とする選定候補車両9車種のなかから、ブルーリボン賞・ローレル賞各1形式が選定された。

## 選定車両

### ブルーリボン賞
- 東日本旅客鉄道 E259系電車

### ローレル賞
- 近畿日本鉄道 22600系電車

## 候補車両
鉄道友の会ブルーリボン賞・ローレル賞選考委員会が、候補車両とした9車種。
| 会社名         | 車両形式                   |
| -------------- | -------------------------- |
| 東日本旅客鉄道 | E259系電車                 |
| 東京都交通局   | 8800形電車                 |
| 関東鉄道       | キハ5000形気動車           |
| 富士急行       | 1000系電車「富士登山電車」 |
| 西日本旅客鉄道 | キハ127系気動車            |
| 近畿日本鉄道   | 22600系電車                |
| 南海電気鉄道   | 2200系電車「天空」         |
| 大阪市交通局   | 30000系電車                |
| 九州旅客鉄道   | キハ125形気動車400番台     |